# Riley Wang
Riley Wang (chinês tradicional: 王以綸;Pe̍h-ōe-jī: Ông Í-lûn, Taiwan, 18 de março de 1996) é um ator, cantor e DJ canadense. Ele foi membro da boyband taiwanesa SpeXial de 2015 a 2017.

## Biografia
Riley Wang nasceu em Taiwan, em 18 de março de 1996. Sua família emigrou para o Canadá quando ele tinha dez anos, onde passou a maior parte da adolescência. Em 2012, Wang ficou em segundo lugar em um concurso de modelos em Vancouver. No segundo semestre de 2014, ele se juntou à boy band taiwanesa SpeXial ao lado de outros dois novos membros. Ele estreou na SpeXial sob seu nome inglês de "Riley" em 13 de janeiro de 2015.
Ele estreou como ator em 2017, fazendo o papel principal na websérie Long For You. Ele também apareceu em séries da web como Attention, Love!, Long For You 2, e I Hear You.
Em 25 de agosto de 2017, Wang anunciou que deixaria a SpeXial depois que seu contrato foi rescindido devido a "diferentes objetivos de carreira". Sua saída do grupo ocorreu no mesmo dia. Após sua saída, SpeXial se tornou um grupo de nove membros.

## Vida pessoal

### Presença nas redes sociais
Ao contrário de suas atualizações no Weibo e no Instagram, Wang leva para o Twitter um lado informal com seu pequeno público, que consiste em ele twittar principalmente em inglês (para não promover outras postagens do SNS), postar memes com frequência e fornecer informações como ator ou fanboy de Kpop, notavelmente o grupo feminino Twice.

## Filmografia

### Filmes
| Ano  | Título em inglês                                | Título em chinês     | Papel      | Notas  |
| ---- | ----------------------------------------------- | -------------------- | ---------- | ------ |
| 2016 | The Realm of the Immortals                      | 仙侠学院             | Lu Fan     | [ 4 ]  |
| 2017 | The Prequel of Magical Brush: Demon's Portrait  | 玄笔录前传之妖王图   | Wu Xiaoxie | [ 5 ]  |
| 2017 | The Prequel of Magical Brush: The Devil Lands   | 玄笔录前传之异域魔道 | Wu Xiaoxie | [ 6 ]  |
| 2017 | The Prequel of Magical Brush: Suffering         | 玄笔录前传之七苦     | Wu Xiaoxie | [ 7 ]  |
| 2017 | The Prequel of Magical Brush: Dreams            | 玄笔录前传之幻梦     | Wu Xiaoxie | [ 8 ]  |
| 2017 | The Prequel of Magical Brush: Sacrificial Altar | 玄笔录前传之怨妖坛   | Wu Xiaoxie | [ 9 ]  |
| 2017 | The Prequel of Magical Brush: Guardian          | 玄笔录前传之守护使命 | Wu Xiaoxie | [ 10 ] |

### Séries de televisão
| Ano        | Título em inglês                  | Título em chinês   | Papel          | Notas                |
| ---------- | --------------------------------- | ------------------ | -------------- | -------------------- |
| 2017       | Long For You                      | 我与你的光年距离   | Li Zhe         | [ 11 ]               |
| 2017       | Attention, Love!                  | 稍息立正我爱你     | Wang Jinli     | [ 12 ]               |
| 2018       | Long For You 2                    | 我与你的光年距离II | Ye Gu          | [ 13 ]               |
| 2019       | I Hear You                        | 最动听的事         | Ye Shuwei      | [ 14 ]               |
| 2019       | Nine Kilometers of Love           | 九千米爱情         | Lin Shu        | [ 15 ]               |
| 2020       | Everyone Wants To Meet You        | 谁都渴望遇见你     | Tao Lun        | [ 16 ]               |
| 2020       | First Romance                     | 初恋了那么多年     | Yan Ke         | [ 17 ]               |
| 2020       | Love is Sweet                     | 半是蜜糖半是伤     | Li Xiaochuan   | [ 18 ]               |
| 2021       | Be Yourself                       | 机智的上半场       | Gao Yuan       |                      |
| 2022       | Song of the Moon                  | 月歌行             | A Fu Jun       | [ 19 ] [ 20 ] [ 21 ] |
| 2023       | Back From the Brink               | 护心               | Bai Xiao Sheng | [ 22 ] [ 23 ]        |
| 2023       | Choice Husband                    | 择君记             | Song Xi Yuan   | [ 24 ]               |
| A anunciar | Private ShuShan College           | 私立蜀山学园       | Qiu Qi         | [ 25 ]               |
| A anunciar | Kai Huai Chang Yin De Jie Jie Men | 开怀畅饮的姐姐们   |                | [ 26 ]               |

## Discografia
| Ano  | Título em inglês  | Título em chinês | Papel              | Notas  |
| ---- | ----------------- | ---------------- | ------------------ | ------ |
| 2017 | "Fight For You"   |                  | Long For You OST   | [ 27 ] |
| 2018 | "The Future Road" | 未来的路         | Unexpected OST     |        |
| 2018 | "Polar Warmth"    | 极地温暖         | Long For You 2 OST |        |